# 오픈파이어
오픈파이어(Openfire, 이전 이름: 와일드파이어, 자이브메신저)는 자이브 소프트웨어(jive software)의 igniteRealTime에서 운영되고 있는 오픈소스 프로젝트의 서버이다. XMPP 프로토콜을 사용하여 채팅서버로 활용이 가능하다.
그 밖에 WebRTC 등 공개코드를 적용해 확장기능도 탁월하다.

## 같이 보기
- XMPP

## 참조
1. ↑  “Release 4.9.2”. 2024년 11월 11일. 2024년 11월 24일에 확인함.
2. ↑  Matt Tucker (15 sep 2009). “Openfire Under Apache 2.0 License”. 12 mar 2013에 확인함.